# Софронов, Иван Васильевич
Ива́н Васи́льевич Софро́нов (19 июля 1922, Кукарск, Сернурский кантон, Марийская автономная область, РСФСР ― 4 июля 1988, Лиственное, Нижнегорский район, Крымская область, Украинская ССР, СССР) — советский педагог. Директор, завуч Мари-Турекской средней школы Марийской АССР (1948―1965). Заслуженный учитель школы РСФСР (1960). Участник Великой Отечественной войны. Член ВКП(б) с 1940 года.

## Биография
Родился 19 июля 1922 года в дер. Кукарск ныне Мари-Турекского района Марий Эл в семье зажиточных крестьян. После раскулачивания семьи в 5-летнем возрасте остался на попечении дяди. В 1940 году окончил Мари-Биляморское педагогическое училище в родном районе.
В 1940 году вступил в ВКП(б) и призван в РККА. Участник Великой Отечественной войны: стрелок 226 полка 2 бригады конвойных войск МВД на Западном фронте, рядовой. В одном из боёв в октябре 1941 года был тяжело ранен, ампутирована левая нога, комиссован по состоянию здоровья. Награждён орденом Славы III степени и медалями, в том числе медалью «За отвагу». В 1985 году ему был вручён орден Отечественной войны I степени.
По возвращении домой в 1942 году поступил в Марийский педагогический институт имени Н. К. Крупской, но в 1946 году окончил Киевский педагогический институт. В 1948―1965 годах работал в Мари-Турекской средней школе учителем истории, географии, обществоведения, завучем, в 1951―1954 годах был директором этой школы. Здесь стал известен как краевед, организатор экскурсионно-туристической работы, основатель школьного музея и метеостанции.
В 1965 году уехал в Крым, до 1978 года работал учителем Лиственской средней школы Крымской области.
За заслуги в области народного образования в 1960 году ему было присвоено почётное звание «Заслуженный учитель школы РСФСР». 
Скончался 4 июля 1988 года в с. Лиственное Нижнегорского района Крымской области, похоронен там же. 

## Награды и звания
- Орден Славы III степени (30.05.1951)[2]
- Орден Отечественной войны I степени (06.04.1985)
- Медаль «За отвагу» (07.05.1970)
- Медаль «За доблестный труд. В ознаменование 100-летия со дня рождения Владимира Ильича Ленина»
- Заслуженный учитель школы РСФСР (1960)[2][3]